# Tanaostigmatidae
Die Tanaostigmatidae bilden eine Hautflüglerfamilie innerhalb der Überfamilie der Erzwespen (Chalcidoidea).

## Taxonomie
Das Taxon geht auf den US-amerikanischen Entomologen William Harris Ashmead im Jahr 1904 zurück. Die Typusgattung ist Tanaostigma Howard, 1890. Molekularbiologische und morphologische Studien von Burks et al. (2022) deuten darauf hin, dass die Tanaostigmatidae gemeinsam mit den Cynipencyrtidae, Epichrysomallidae, Melanosomellidae und Ormyridae eine Klade mit Bezug zu Gallen bilden. Gibson und Fusu (2023) gliederten die Gattung Leptoomus aus den Tanaostigmatidae aus und führten die Familie Leptoomidae ein.

## Merkmale
Die Familie wird anhand folgender morphologischer Merkmale beschrieben: Beide Geschlechter weisen große ungeteilte Mesopleuren auf. Der Gaster ist subsessil. Die mittleren Coxae sind auf Höhe des Hinterrands der Mesopleuren eingelenkt. Der Prepectus ist vergrößert und verleiht dem Thorax von oben betrachtet ein geschultertes Aussehen.

## Verbreitung
Die Tanaostigmatidae kommen in vielen Teilen der Welt vor, hauptsächlich in den Tropen und Subtropen. Die Familie fehlt offenbar in der westlichen Paläarktis.

## Lebensweise
Die Tanaostigmatidae sind hauptsächlich phytophag mit einem Bezug zu Pflanzengallen, meist als Gallerzeuger. Einzelne Arten sind als Inquiline von Gallmücken bekannt. Weiterhin gibt es mindestens eine Art, die Gallwespen parasitiert. Die meisten Tanaostigmatidae-Arten entwickeln sich in Gallen von Hülsenfrüchtlern (Fabaceae).

## Innere Systematik
Die Tanaostigmatidae umfassen folgende Gattungen:
- Enigmencyrtus Trjapitzin, 1977 – 1 Art (E. zambezei); Mosambik
- Liebeliella Kieffer, 1910 – 1 Art (L. pleuralis); Argentinien
- Microprobolos LaSalle, 1987 – 1 Art (M. titan); Brasilien, Costa Rico, Mexiko
- Minapis Brethes, 1916 – 3 Arten; Neotropis
- Protanaostigma Ferriere, 1929 – 4 Arten; Australien, Indonesien, Japan
- Tanaoneura Howard, 1897 – 11 Arten; Neotropis
- Tanaostigma Howard, 1890 – 15 Arten; Afrotropis, Nearktis, Neotropis, Orientalis[5]
- Tanaostigmodes Ashmead, 1896 – 65 Arten, bspw. T. tambotis; Australasien, Nearktis, Neotropis, Orientalis, China, Taiwan, Südafrika